# Пам'ятник князю Воронцову
Пам'ятник кня́зеві Михайлу Воронцо́ву — пам'ятник генерал-фельдмаршалу, генерал-губернатору Новоросійського краю і Бессарабії князю М. С. Воронцову, зведений на Соборній площі в місті Одеса. Зведений у 1863 році, він став другим пам'ятником міста, після пам'ятника Дюку.
Пам'ятник являє собою бронзову статую князя, загорнутого у мантію і з фельдмаршалським пірначем в руці. Скульптура міститься на чотирикутному постаменті з кримського діориту. На лицевому боці п'єдесталу надпис дореформеною російською: «Найсвітлішому князю Михайлу Семеновичу Воронцову вдячні співвітчизники. 1863.» На зворотному боці: «Генерал-Губернатору Новоросійського краю і Бессарабії 1823—1854.», на інших боках розміщені барельєфні зображення битви при Краонні та взяття Варни із надписами «Краон 1814.» і «Варна 1828.».

## Галерея

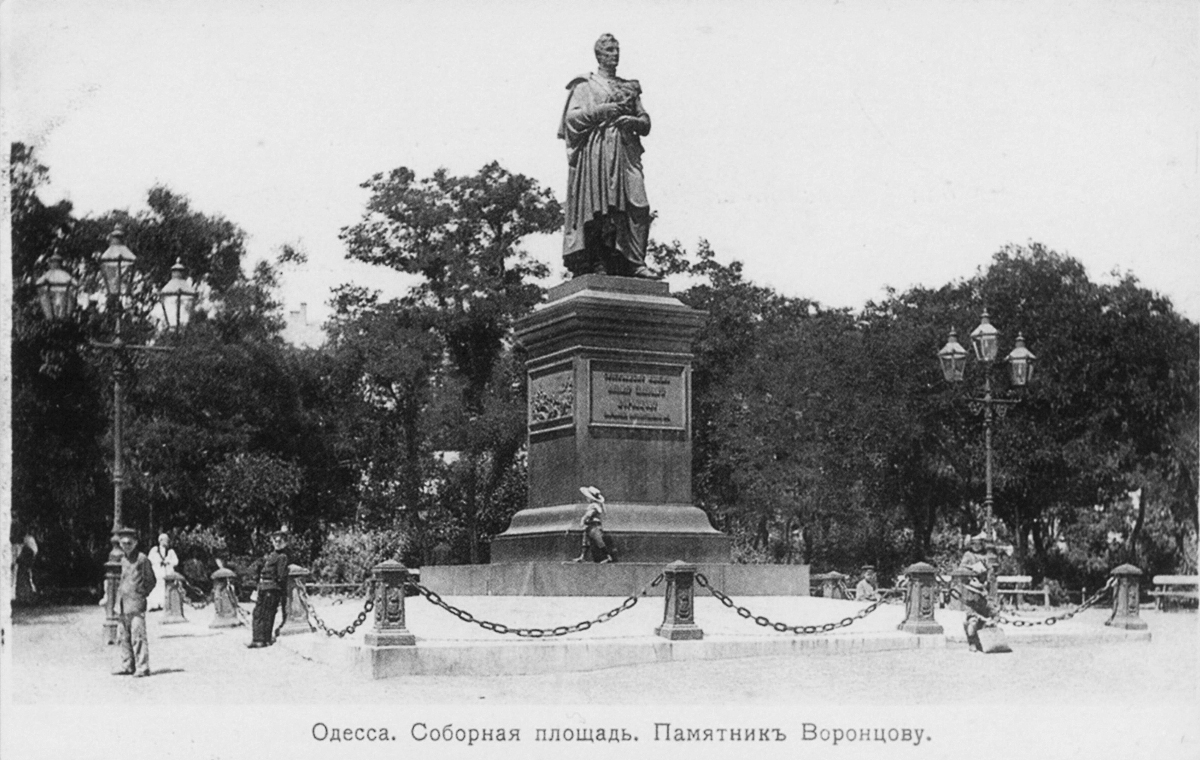
Вигляд пам'ятника у 19-му столітті
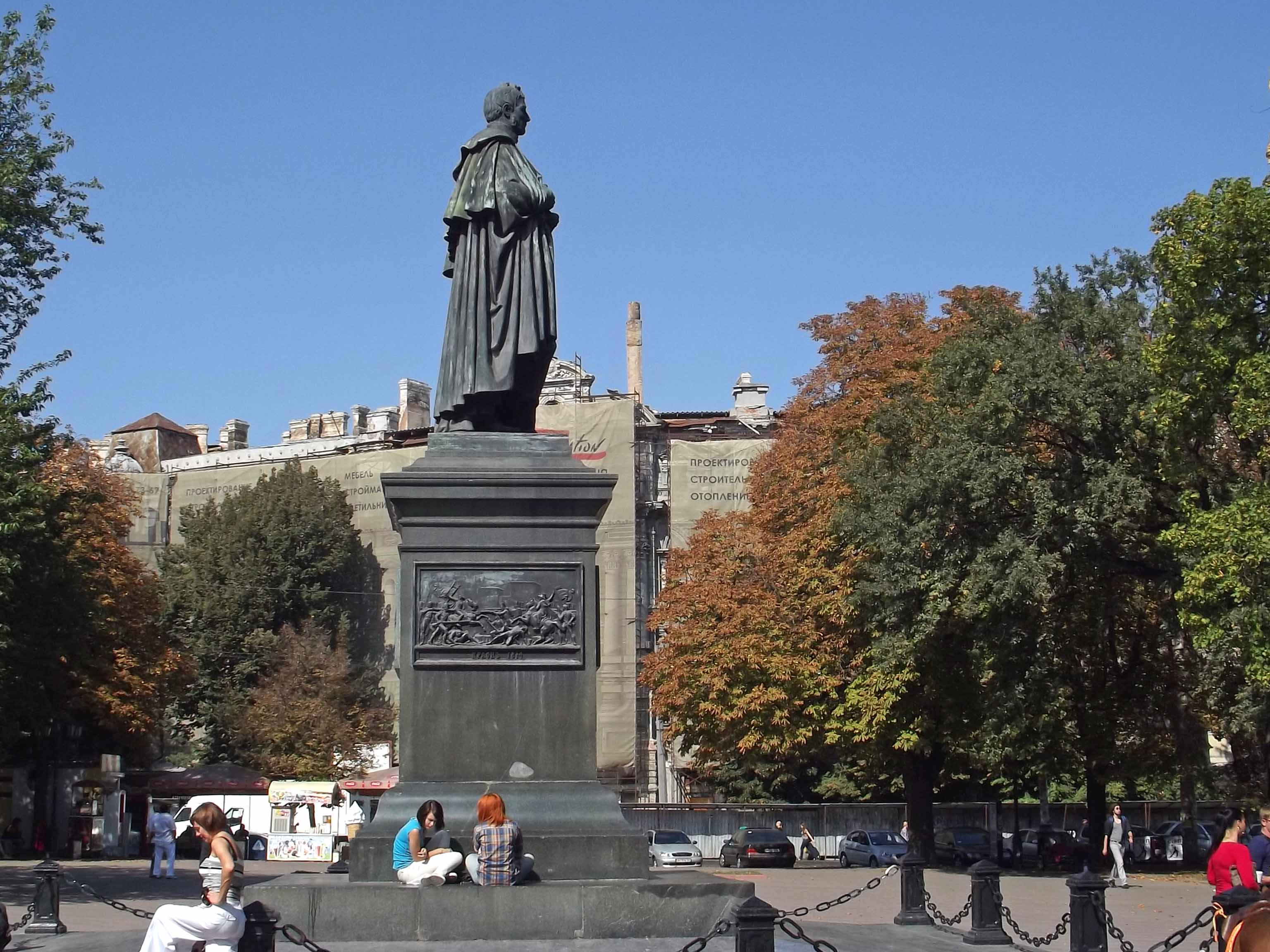
Вигляд пам'ятника з боку
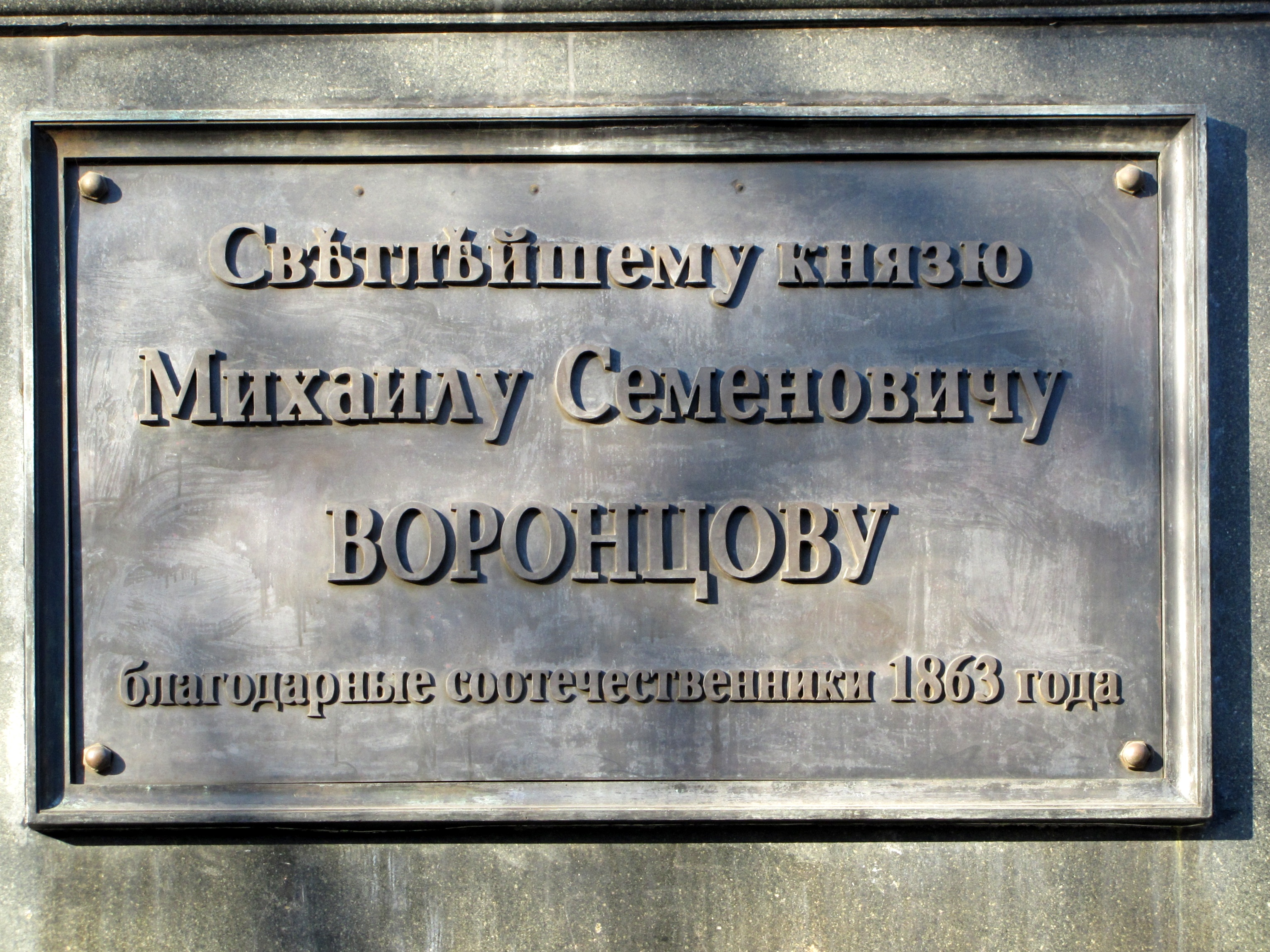
Сучасний напис на пам'ятнику
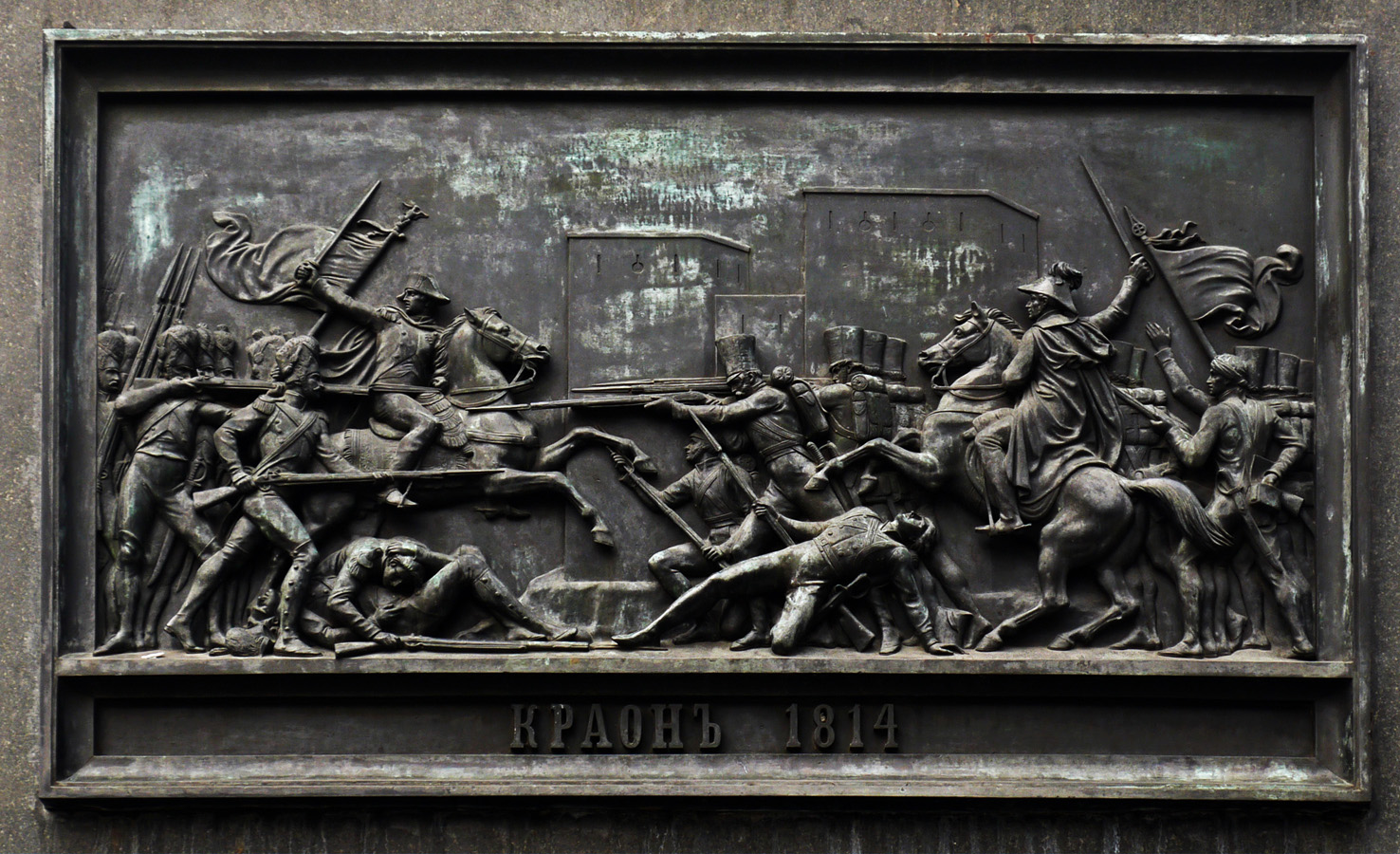
битви при Краонні[en]
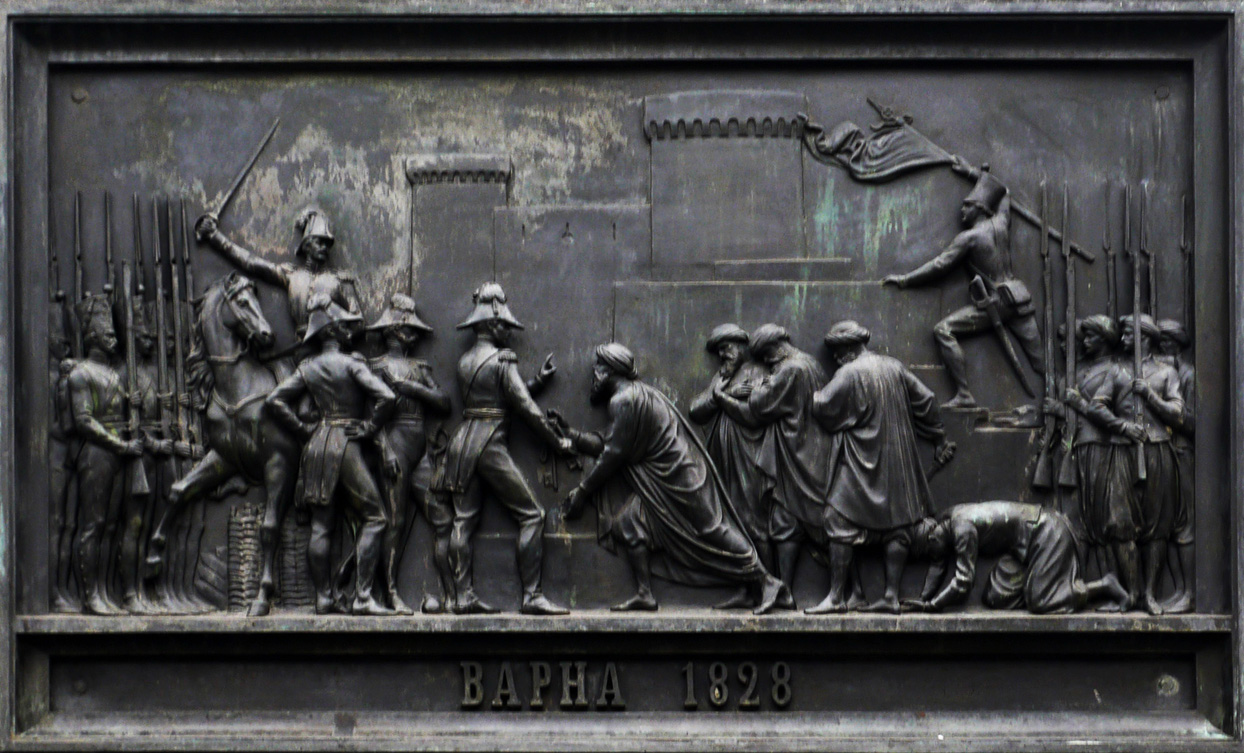
взяття Варни[en]